# Enric Oliva Julià
Enric Oliva Julià (Reus, 9 d'octubre de 1861 - 24 de novembre de 1935) va ser un polític català, germà del músic i compositor August Oliva Julià.
Membre del Partit Conservador, va ser alcalde de Reus en diverses ocasions: el 1903-1904, quan va presidir les cerimònies de la coronació de la Mare de Déu de Misericòrdia, a la que van assistir autoritats eclesiàstiques i civils. El 1909-1910, on va tenir una discutida intervenció durant la Setmana Tràgica, i va imposar la seva autoritat davant d'un piquet de reusencs que intentava aturar el pas d'un tren militar, quan la guàrdia civil va dispersar els vaguistes disparant pels carrers de Reus. Els manifestants van arribar a la plaça del Mercadal i alguns regidors van fugir per les teulades. Enric Oliva s'enfrontà amb la gent i els va dissuadir d'entrar a l'ajuntament. El 1923-1924 va tornar a ser alcalde, nomenat per Primo de Rivera. Va formar part del consell d'administració de la Caixa d'Estalvis, de la junta de la Cambra de la Propietat Urbana i de la junta del Santuari de Misericòrdia. Tenia la Creu de l'Orde d'Isabel la Catòlica